# Beaumont-Hamel
Beaumont-Hamel là một xã ở tỉnh Somme, vùng Hauts-de-France, Pháp.

## Dân số
| 1962                                                         | 1968 | 1975 | 1982 | 1990 | 1999 |
| ------------------------------------------------------------ | ---- | ---- | ---- | ---- | ---- |
| 251                                                          | 262  | 215  | 221  | 214  | 218  |
| Số liệu điều tra dân số từ năm 1962, dân số không tính trùng |      |      |      |      |      |